# میدان شارل آزناوور، ایروان

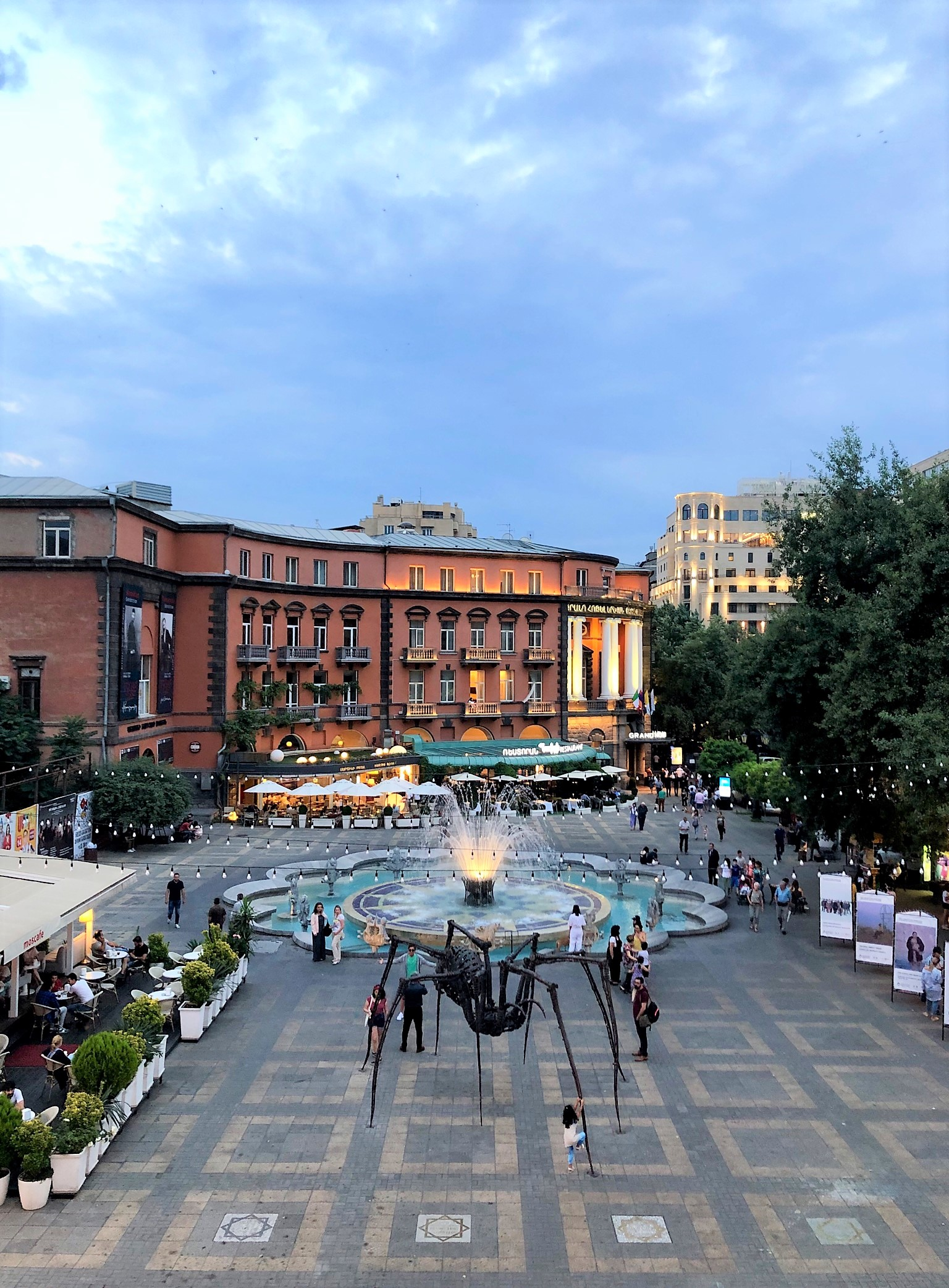

میدان شارل آزناوور (به زبان ارمنی Շառլ Ազնավուրի հրապարակ) یک میدان کوچک در ناحیه کنترون ایروان، پایتخت ارمنستان است. این میدان به افتخار شارل آزناوور خواننده ارمنی‌تبار فرانسوی به عنوان بخشی از جشن‌های دهمین سالگرد استقلال ارمنستان در سال ۲۰۰۱ نامگذاری شده‌است. 
این میدان، در مجاورت خیابان آبوویان شامل تعدادی مکان مهم از جمله تئاتر روسی استانیسلاوسکی ایروان، سینما مسکو است. دفاتر اتحادیه هنرمندان ارمنستان. گرند هتل ایروان در خیابان ابوویان نیز مشرف به میدان است. این میدان همچنین میزبان ورنیساژ ایروان بود.

## جُستارهای وابسته
- میدان شارل آزناوور، گیومری